# کارگوپول
شهر کارگوپول (به روسی: Каргополь) در کشور روسیه و در اوبلاست آرخانگلسک واقع شده‌است.